# Saint-Mariens
Saint-Mariens é uma comuna francesa na região administrativa da Nova Aquitânia, no departamento da Gironda. Estende-se por uma área de 11,94 km². Em 2010 a comuna tinha 1 630 habitantes (densidade: 136,5 hab./km²).